# Ju Se-jong
Ju Se-jong (kor. 주세종; * 30. Oktober 1990 in Anyang) ist ein südkoreanischer Fußballspieler.

## Karriere

### Verein
Ju Se-jong erlernte das Fußballspielen in den Schulmannschaften der Baekma Middle School und der Nunggok High School sowie in der Universitätsmannschaft der Konkuk University. Seinen ersten Profivertrag unterschrieb er 2020 bei Busan IPark. Der Verein aus Busan spielte in der ersten Liga des Landes, der K League Classic. 2016 wechselte er zum Ligakonkurrenten FC Seoul nach Seoul. In seinem ersten Jahr in Seoul feierte er am Ende der Saison die Meisterschaft. Von Januar 2018 bis September 2019 wurde er an den Zweitligisten Asan Mugunghwa FC nach Asan ausgeliehen. Zu den Spielern des Vereins zählen südkoreanische Profifußballer, die ihren zweijährigen Militärdienst ableisten. Mit Asan wurde er Meister der zweiten Liga. Nach der Ausleihe kehrte er zum Seoul FC zurück. Nach insgesamt 90 Erstligaspielen für Seoul wechselte er Anfang 2021 nach Japan. Hier unterschrieb er einen Verein bei Gamba Osaka. Der Verein aus Suita spielte in der ersten Liga, der J1 League. Bis Mitte 2022 absolvierte er 27 Erstligaspiele für Gamba. Mitte Juli 2022 wechselte er auf Leihbasis in seine Heimat zum Daejeon Hana Citizen FC. Das Fußballfranchise aus der Stadt Daejeon spielte damals in der zweiten Liga des Landes und ist zwischenzeitlich Erstligist.

### Nationalmannschaft
Ju Se-jong spielt seit 2015 für die südkoreanischen Nationalmannschaft.

## Erfolge
FC Seoul
- K League Classic: 2016

Asan Mugunghwa FC
- K League 2: 2018